# Macro-Guaycuru jezici
Macro-Guaycuruan, porodica indijanskih jezika iz sjeverne Argentine, Bolivije i Paragvaja koja se po nekim autorima (Joseph Greenberg, Morris Swadesh) sastoji od skupina ili potporodica Mataco-Macan ili Mataco-Maca i Guaycuruan koje se danas vode po drugoj klasifikaciji kao samostalna porodica Mataco-Guaicuru. Nadalje obuhvaća jezike Indijanaca Lule i Vilela iz sjeverne Argentine, koje se također ponekad vode kao jedna porodica, Lule-Vilela; Mosetenan iz Bolivije, Mascoian iz Paragvaja i Charruan iz Urugvaja. 

## Vanjske poveznice
- Joseph H. Greenberg, Merritt Ruhlen  Arhivirana inačica izvorne stranice od 19. listopada 2013. (Wayback Machine)